# Johann Friedrich Heubach
Johann Friedrich Heubach (* 12. April 1800 in Alkersleben; † 18. November 1861 ebenda) war ein deutscher Landwirt und Politiker.

## Leben
Heubach war der Sohn des Anspänners Johann Nicol Heubach und dessen Ehefrau Anna Marie geborene Künzel. Er war evangelisch-lutherischer Konfession und heiratete am 18. November 1828 in Alkersleben Anna Catharina Reißland (* 19. Oktober 1808 in Alkersleben; † im 19. Jahrhundert), die Tochter des Anspänners und Gerichtsschöppen Johann Andreas Reißland.
Heubach war Anspänner in Alkersleben. Dort war er (1854) Schultheiß und später Bürgermeister.
Vom 8. Februar 1854 bis zum 31. Dezember 1855 war er Abgeordneter im Landtag des Fürstentums Schwarzburg-Sondershausen.